# Adnan Waly
Adnan Waly (* 13. März 1910 in Berlin; † 17. Dezember 2003 in Massachusetts) war ein in Deutschland geborener Nuklearforscher und Erfinder ägyptischer Herkunft.
Waly war der Sohn eines Ägypters und einer Belgierin und wuchs in Deutschland auf. Sein Vater war Professor an der Berliner Universität. Waly studierte Physik an der Technische Hochschule Charlottenburg u. a. bei Gustav Hertz und wechselte dann an die Humboldt-Universität, wo er 1936 bei Max von Laue promoviert wurde.
Waly arbeitete zu Fragen der Kernspaltung und insbesondere über die Verwendung natürlicher elektrischer Entladungen zur Herbeiführung der Spaltung. Die in Zusammenarbeit mit Fritz Lange und Arno Brasch durchgeführten Arbeiten wurden schon vor Abschluss seiner Dissertation ans von Carl Ramsauer geleiteten Forschungslaboratorium der AEG verlagert. Walys Forschungen waren auch für die ersten Untersuchungen für die medizinischen Anwendungen von Elektronenstrahlen bei der AEG relevant.
Nach der Machtübernahme durch die Nationalsozialisten war Waly auch dank seines ägyptischen Passes als Kurier für von Laue und Max Planck tätig, die sich im Ausland um Stellen für in Deutschland bedrohte Wisssenschaftler bemühten. Er wurde wegen der zahlreichen Reisen von der Gestapo verhört.
1938 wanderte er mit seiner Frau Marianne, geb. Steinitz nach Ägypten aus, wo er an einer Universität in Kairo tätig war.  Nach dem Zweiten Weltkrieg ging er in die USA. Er arbeitete mit John Cockcroft und Walton an der Abdichtung von Entladungsröhren und war als Erfinder für verschiedene Unternehemen tätig. Ihm wurden über 20 Patente erteilt. Für Aufsehen (und einen Artikel auf der Titelseite der New York Times) sorgte 1972 ein zusammen mit George Yevick (1922–2011, Professor für Physik am Stevens Institute of Technology) entwickelter Prototyp eines neuen Lesegeräts für Mikrofilm.
Waly starb 2003 in Massachusetts]].

## Veröffentlichungen
- Über Vakuumentladungsröhren für hohe Spannungen und Versuche mit hierin erzeugten Kathoden-, Röntgen- und Kanalstrahlen. Inaugural-Dissertation, Triltsch & Huther 1936